# Coll del Faig (Sant Llorenç de Cerdans)
El Coll del Faig és un coll situat a 966,5 m alt dels Pirineus entre els termes municipal de Maçanet de Cabrenys, a la comarca de l'Alt Empordà, i comunal de Sant Llorenç de Cerdans, de la del Vallespir (Catalunya del Nord).
És a la zona sud-est del terme comunal de Sant Llorenç de Cerdans i a la nord-oest del municipal de Maçanet de Cabrenys, al sud del Puig del Torn.
En aquesr coll hi ha la fita transfronterera número 552, una fita d'obra al sud del corriol.